# Schronisko PTTK „Jagodna”

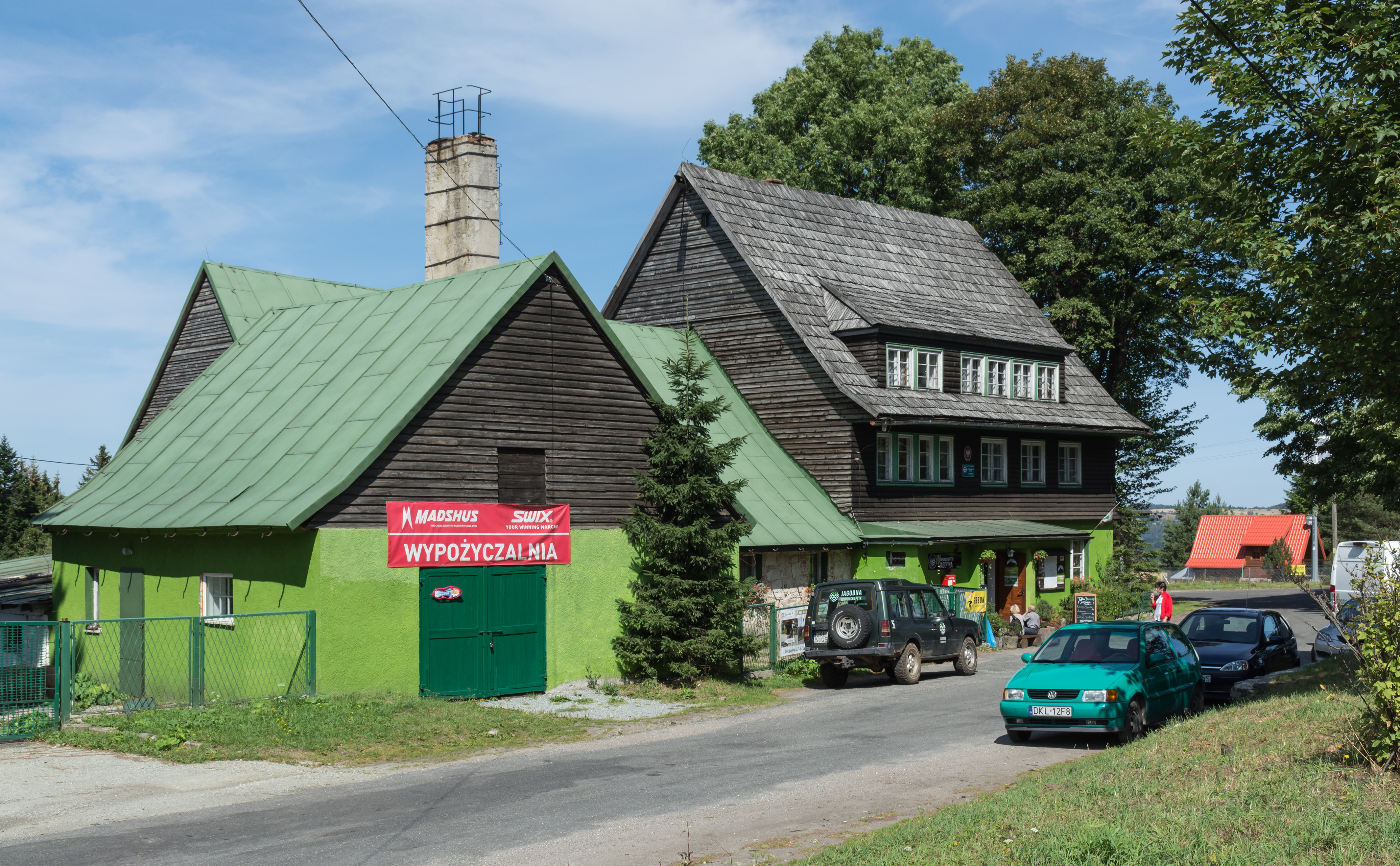
Wypożyczalnia sprzętu narciarskiego i schronisko

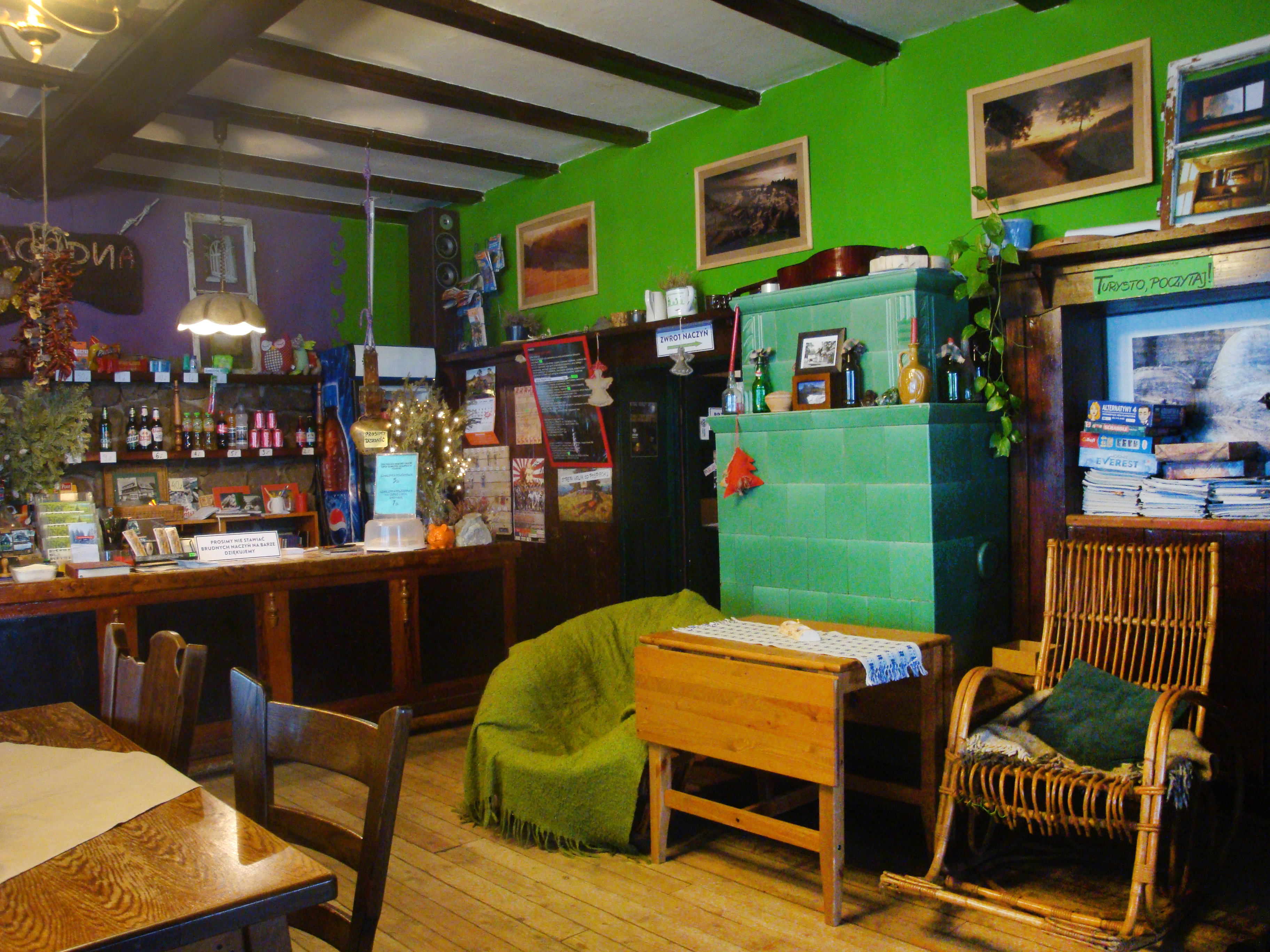
Bufet i fragment jadalni

Schronisko PTTK „Jagodna” – górskie schronisko turystyczne PTTK położone na wysokości 811 m n.p.m. w Sudetach Środkowych w Górach Bystrzyckich.

## Położenie
Schronisko stoi na rozległej odsłoniętej polanie we wsi Spalona, w okolicy przełęczy o tej samej nazwie, przy skrzyżowaniu widokowych dróg: Spalonej Drogi do Bystrzycy Kłodzkiej i Autostrady Sudeckiej do Międzylesia. Przed 1945 rokiem drogę tę nazywano Autostradą Göringa. Schronisko mieści się w starym, drewnianym budynku.

## Historia schroniska
Budynek powstał około 1895 roku na miejscu przydrożnego zajazdu niejakiego Hartmanna. Początkowo pełnił rolę okazałej gospody w stylu sudeckim, a później również schroniska udzielającego noclegów noszącego nazwę Passhöhe Baud lub Gasthaus von Furchner („Na Przełęczy Spalonej”). Po odkryciu przez narciarzy walorów okolicy, gospoda przekształciła się w schronisko turystyczne. Kłodzkie Towarzystwo Górskie, które stało się właścicielem schroniska w 1927 roku, po remoncie trwającym do 1933 roku nadało mu nazwę Brandbaude. Wiadomo też, że w 1938 roku oferowano tu 30 miejsc noclegowych. Ciekawostką z czasów budowania w pobliżu Autostrady Sudeckiej są bunkry zamaskowane jako budynki gospodarcze (planowana jest ich adaptacja do celów turystyki).
Po 1945 roku budynek został zdewastowany i rozszabrowany. W 1948 roku schronisko przejął Oddział Kłodzki PTT, który po remoncie zwiększył liczbę miejsc noclegowych i przemianował jego nazwę na Schronisko „Spalona” lub „Na Przełęczy Spalona”. Liczba miejsc noclegowych wynosiła 80, z czego 30 w zbiorowej sali na strychu. Pod koniec lat 50. przy schronisku postawiono domki campingowe. Budynek kilkukrotnie poddawano remontom. Pod koniec lat sześćdziesiątych nazwę zmieniono na Schronisko PTTK „Jagodna”. Wybudowano w pobliżu wyciąg narciarski i uruchomiono dyżurkę GOPR.

## Współczesność
Dziś z wyciągu orczykowego można skorzystać zamiast tego w Zieleńcu. Schronisko posiada 57 miejsca noclegowe w pokojach 2–7 osobowych, możliwe jest również rozbicie namiotu obok schroniska. Budynek posiada kanalizację, centralne ogrzewanie i ciepłą wodę, wi-fi. Do dyspozycji jest świetlica, jadalnia i bufet. Do schroniska już od dawna nie można dotrzeć komunikacją publiczną. Przy schronisku istnieje stadion narciarski i utrzymywane są w okresie zimowym trasy narciarstwa biegowego.

## Szlaki narciarstwa biegowego
W okolicach schroniska wytyczono cztery trasy narciarskie:
- czarny, Mała Jagodna 12 km, Duża Jagodna 14 km, Sudecka 15 km. Różnica wzniesień 800–977 m n.p.m. Główne trasy w Górach Bystrzyckich w rejonie Spalonej. Pętle urozmaicone w swoim przebiegu, rozciągają się z nich widoki na Masyw Śnieżnika po stronie wschodniej i Gór Orlickich po stronie zachodniej.
- czerwony, 4,6 km, różnica wzniesień 800–877 m n.p.m. Podstawowa pętla w pobliżu polan biegowych i parkingów, najkrótsza, jednak trudniejsza od pętli zielonej. Prowadzi przez leśne drogi i ścieżki, na trasie nieduże podejścia i zjazdy, brak większych przewyższeń.
- zielony, 6,0 km, różnica wzniesień 800–840 m n.p.m. Druga pętla pod względem długości, jednak łatwiejsza od pętli czerwonej. Bardzo łagodna, delikatne podejścia oraz zjazdy, idealna dla początkujących.
- niebieski, 7,0 km, różnica wzniesień 660–830 m n.p.m. Długa trasa prowadząca leśnymi drogami do Mostowic, gdzie można przekroczyć granicę i kontynuować bieganie na trasach przygotowanych przez partnerów programu – Orlickie Zahori.

## Szlaki turystyczne
Na Przełęczy Spalona znajduje się węzeł szlaków turystycznych prowadzących przez Góry Bystrzyckie:
- z Dusznik-Zdroju (8 h, 7 h) i Schroniska „Pod Muflonem” (7 h, 6:15 h),
- z Różanki przez szczyt Jagodnej (4:15 h),
- z Gorzanowa (5 h),
- z Bystrzycy Kłodzkiej (2:30 h),
- z Lasówki (1:40 h) i Zieleńca (4 h),
- z Długopola-Zdroju (3:15 h, 2:30 h) i Wilkanowa (5 h, 4:15 h).